# لويس كامبوس
لويس كامبوس (بالإسبانية: Luis Campos)‏ هو عازف جاز مكسيكي، ولد في 5 يونيو 1981 في كولياكان في المكسيك.